# Vilanova de l'Aguda
Vilanova de l'Aguda är en kommun och ort i Spanien.   Den ligger i provinsen Província de Lleida och regionen Katalonien, i den östra delen av landet, 400 km öster om huvudstaden Madrid. Antalet invånare är 242. Arean är 54 kvadratkilometer. Vilanova de l'Aguda gränsar till Bassella, Pinell de Solsonès, Torrefeta i Florejacs, Sanaüja, Cabanabona, Oliola och Tiurana. 
Terrängen i Vilanova de l'Aguda är platt söderut, men norrut är den kuperad.